# Hadung-Dung Pintu Padang
Hadung-Dung Pintu Padang is een bestuurslaag in het regentschap Padang Lawas van de provincie Noord-Sumatra, Indonesië. Hadung-Dung Pintu Padang telt 604 inwoners (volkstelling 2010).